# 서대문역 (폐역)
서대문역(Seodaemun station, 西大門驛)은 대한제국 시대부터 일제강점기 초기까지 존재했던 경부선의 종착역으로, 개통 초기부터 한동안 경성역 역할을 했지만 1919년 폐역되었다. 남대문역(현 서울역) 북쪽의 유관순기념관 앞쪽부터 북측 일대에 해당하며, 대합실은 현재의 이화여자외국어고등학교 정문 인근에 위치하였다. 서대문정거장의 표석은 서대문구 의주로공원 도로변에 자리하고 있다.
서울 지하철 5호선의 서대문역과는 다른 역이다.

## 역사

### 개업

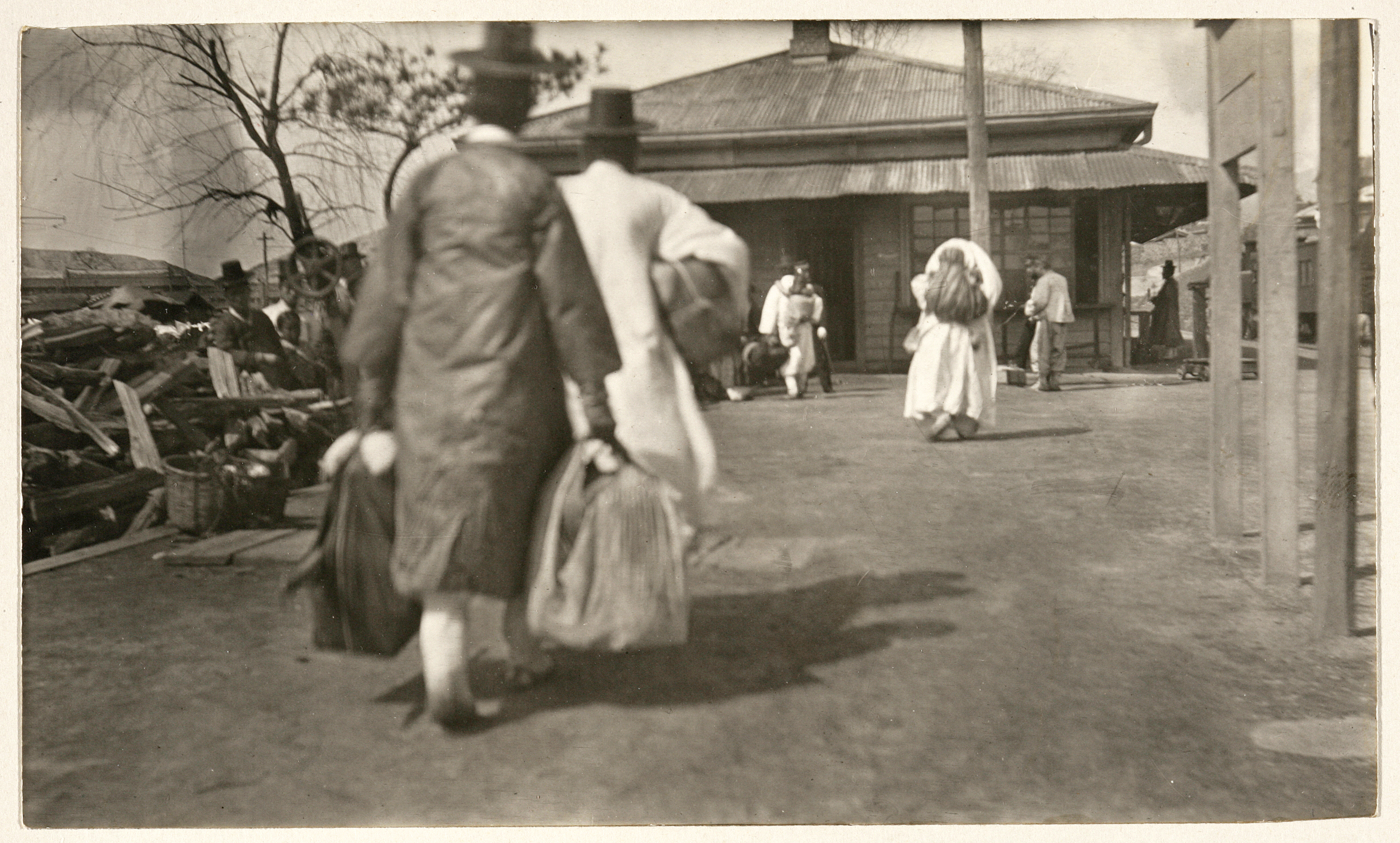
서대문역 (1906)

1900년 7월 8일 경인선 노량진~경성 간 개통과 함께 '경성역'(京城驛)으로 영업을 개시하여, 경인선의 시·종착역이 되었다. 다만 경성정거장은 흔히 '신문외정차장'(新門外停車場) 혹은 '서문외정거장'(西門外停車場)으로 불리거나, 그냥 '경인철도 정거장'이라고만 표기하기도 하였다. 이 당시 경인선의 종착지점으로 남대문 쪽이 아닌 새문 쪽으로 정해진 것은 서울 도성을 동서로 잇는 종로축의 서쪽 끝에 해당하므로 도심 진입이 용이할 뿐더러, 당대 정치적 중심지였던 경운궁과 정동 일대가 성벽 하나를 사이에 두고 가까운 거리에 있었기 때문이다. 또한 장차 무악재 방향으로 경의철도가 뚫린다면 남북으로도 철도 교통의 중심지가 될 것이라는 예상이 컸다.
하지만 경의철도의 분기점이 용산역으로 결정되면서 경성정거장은 외진 공간의 종착역으로 전락하고 말았다. 1905년 1월 1일에는 경부선 개통으로 경부선 열차의 시·종착역을 잠시나마 맡게 되었으나, 같은해 3월 27일에 '서대문역'으로 역명이 변경되고 5월에는 남대문역이 '경성역'이라는 이름으로 완공되어 개통식이 진행, 서울의 철도 교통의 중심지가 남대문역으로 이동하였기에 옛 위상을 잃고 말았다. 당시 서울 거주 일본인들의 활동 구역이 청계천 이남과 남산 일대에 편중되어 있었다는 점도 이 같은 변화의 계기로 작용하였다.

### 폐역
이후 1918년 9월 1일 남대문역에서 금화산 아래로 기차터널을 뚫어 수색역으로 곧장 향하는 개수 공사가 시작되면서 서대문역은 존재 의의가 사라지게 되었고, 공사 도중인 1919년 3월 31일에 폐역되었다. 폐역 직전인 3월 22일 《매일신보》에서는 "수년 전까지는 일, 이등 승객이 남대문보다 많아서 유망한 정거장으로 인정되었더니 최근에 이르러서는 서대문에는 하루에 기차가 몇 번씩 떠나지도 아니하고 다만 석탄과 신탄이 조금씩 풀릴 뿐이므로 예전에 번창하던 자취는 그림자도 볼 수가 없게 되었도다"라며 그 풍경을 전하고 있다. 또한 4월 5일자 《매일신보》 기사에 의하면, 3월 31일 폐역 당일 오후 9시 59분 열차에 승객 열한 명이 내리고 10시 10분에 떠나는 인천행 열차에 서른두 명의 승객을 취급한 것이 마지막 운행으로 집계되었다.
서대문역 폐역 이후, 역 부지에 해당되는 지역인 순화동 1번지는 철도사책으로 변모되어 관사촌(官舍村)을 이루었으며 1945년 광복 이후에도 그대로 이어졌다. 이후 1955년 10월 15일 재단법인 이화학원이 해당 부지를 매입하였다. 인수 후에는 대부분 관사를 철거하였지만 몇 채는 그대로 두어 사용하였고, 서대문정거장 역장의 관사 역시 그대로 남아 있어 이화 측에서 목공소로 사용하다 1960년대 말에 철거하였다.